# Flaga Dobrzycy
Flaga Dobrzycy – jeden z symboli miasta Dobrzyca i gminy Dobrzyca w postaci flagi przyjęty po uzyskaniu pozytywnej opinii komisji heraldycznej uchwałą rady gminy nr XI/62/03 z dnia 30 grudnia 2003.

## Wygląd i symbolika
Flaga zaprojektowana została jako prostokątny płat tkaniny o proporcjach 5:8 w barwie czerwonej z krzyżem jerozolimskim (zdwojonym) umieszczonym w odległości 1/8 od drzewca. Wysokość i szerokość krzyża są równe 4/5 wysokości płata. Flaga stanowi nawiązanie do herbu Dobrzycy.

Stary wzór flagi

Przed rokiem 2003 obowiązywał stary wzór flagi zdefiniowany w pierwotnym statucie. Według tego opisu flagę stanowił prostokątny płat tkaniny o proporcjach 8:5. Pole płata stanowiły dwa trójkąty prostokątne, górny zielonej a dolny niebieskiej barwy, podzielone białym skosem. Na zielonym trójkącie umieszczona była tarcza herbowa, przedstawiająca w czerwonym polu biały krzyż.